# La scatola blu
La scatola blu è un singolo della cantautrice italiana Levante, pubblicato il 9 settembre 2013 come secondo estratto dal primo album in studio Manuale distruzione.

## Tracce
Download digitale
1. La scatola blu – 2:08